# Руса Бојц
Руса Бојц (Љубљана, 22. јун 1911 — Љубљана, 12. јануар 1981) је била југословенска и словеначка филмска и позоришна глумица. 

## Филмографија
|                   | 1950 | 1960 | 1970 | Укупно |
| ----------------- | ---- | ---- | ---- | ------ |
| Дугометражни филм | 1    | 5    | 1    | 7      |
|         | Назив               | Улога                      |
| ------- | ------------------- | -------------------------- |
| 1952    | Свет на Кајжарју    | Куварица                   |
| 1960-te |                     |                            |
| 1961    | Породични дневник   | Хисница (као Руса Бојцева) |
| 1962    | Срешћемо се вечерас | /                          |
| 1962    | Наша кола           | Мрс Врабец                 |
| 1963    | Срећно Кекец!       | Пехта                      |
| 1965    | Лажљивица           | /                          |
| 1970-te |                     |                            |
| 1976    | Идеалист            | /                          |